# Trĩ nâu
Trĩ nâu (tên khoa học Crossoptilon mantchuricum) là một loài chim trong họ Phasianidae.